# 江戸菜

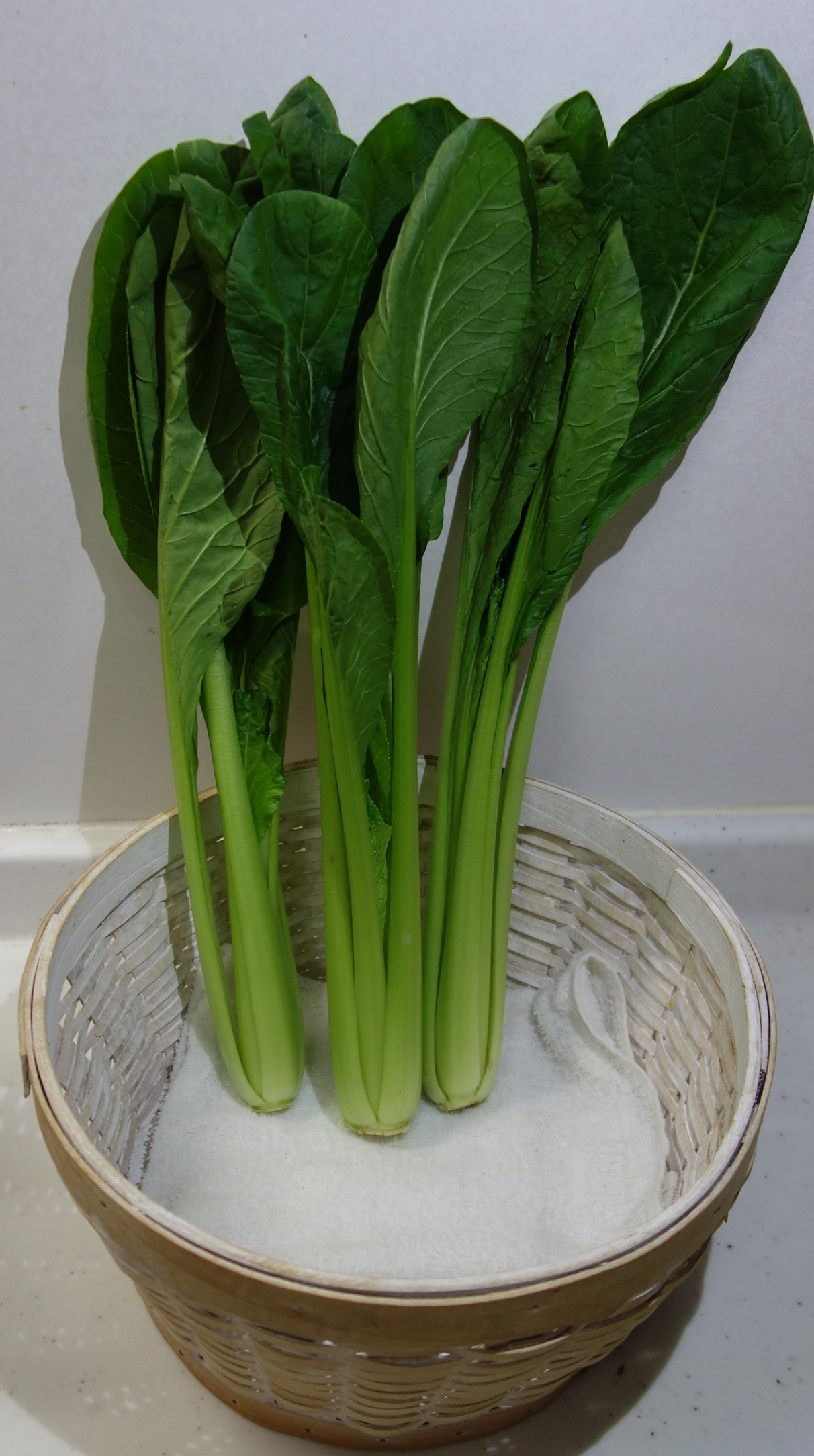
江戸菜(小松菜の改良品種)

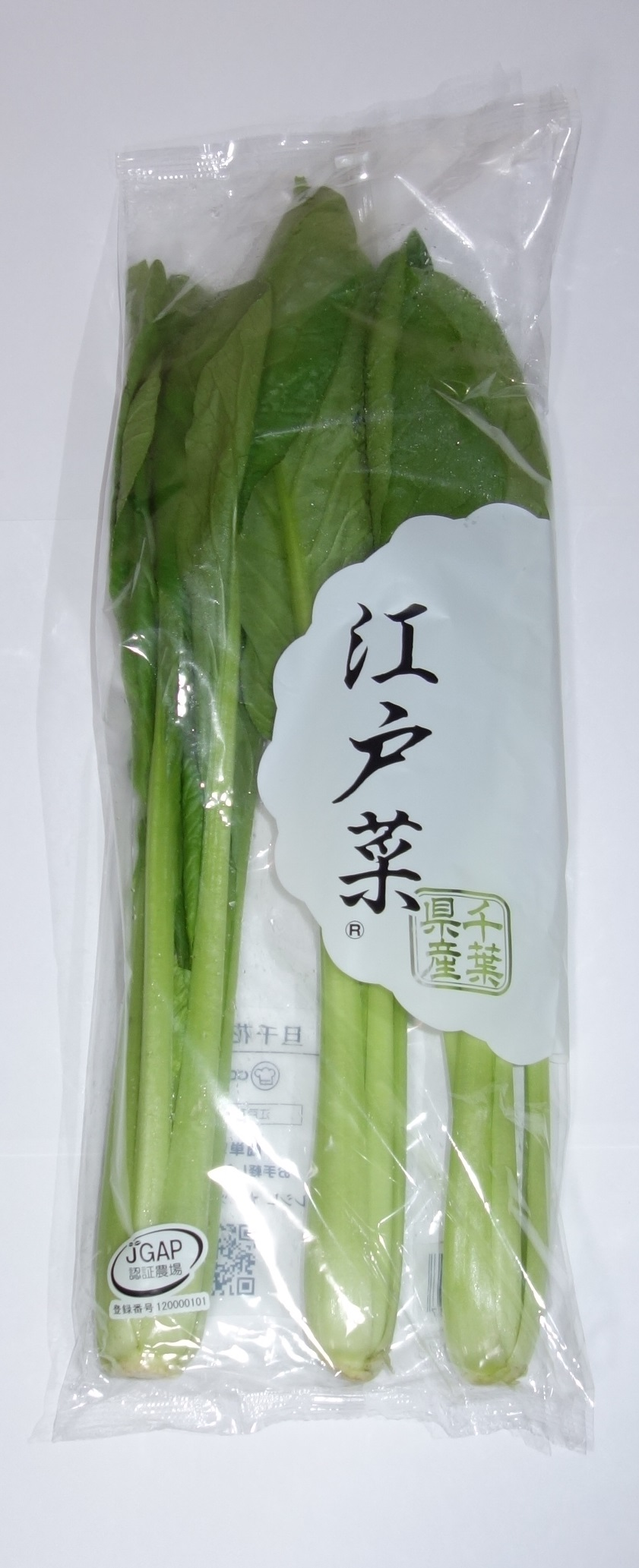
店頭で販売されていた江戸菜(小松菜の改良品種)

江戸菜 (えどな)は、千葉県の農家が開発した小松菜の改良品種である。

## 概要
千葉県八街市の農家が品種改良した小松菜である。専用肥料と独自の方法で栽培され、一般的な小松菜と比べると大型で(約40cm)、青菜特有の苦味・渋みが少ないとされている。2010年にはレストランなどの販売先は2000社にものぼっている。江戸菜は「旦千花の江戸な」として1999年に商標登録されている。